# Wo Tong Kong
Wo Tong Kong (en chinois traditionnel : 禾塘崗) est une montagne de Hong Kong située dans la partie centrale des Nouveaux Territoires comportant deux sommets : l'un au nord et l'autre au sud qui culminent à 654 et 702 mètres d'altitude respectivement. Localisée sur le versant ouest du Tai Mo Shan, ses pentes descendent peu à peu vers Tsuen Kam Au et la route Twisk. Selon la subdivision administrative de Hong Kong, le sommet du Wo Tong Kong est à cheval sur les districts de Yuen long et de Tsuen Wan.
Depuis le 1er octobre 2009, l'itinéraire de la section no 8, entre les bornes 153 et 156, du sentier MacLehose est modifié, abandonnant la route Tai Mo Shan et modifiant le versant du Wo Tong Kong afin d'améliorer la randonnée.